# Robert Marie Gay
Robert Marie Gay MAfr (ur. 22 stycznia 1927 w Ottawie, zm. 29 czerwca 2016) – kanadyjski duchowny katolicki posługujący w Ugandzie, biskup Kabale 1996-2003.

## Życiorys
Święcenia kapłańskie otrzymał 30 stycznia 1954.
11 stycznia 1996 papież Jan Paweł II mianował go biskupem diecezjalnym Kabale. 9 marca tego samego roku z rąk kardynała Emmanuela Wamaly przyjął sakrę biskupią. 15 marca 2003 ze względu na wiek na ręce papieża Jana Pawła II złożył rezygnację z zajmowanej funkcji.
Zmarł 29 czerwca 2016.